# Parafia Wniebowzięcia Najświętszej Maryi Panny w Białej Podlaskiej
Parafia Wniebowzięcia Najświętszej Maryi Panny w Białej Podlaskiej – parafia rzymskokatolicka w Białej Podlaskiej. Parafia dekanalna.
Parafia erygowana w 1925 r. Kościół parafialny murowany, wybudowany w latach 1979-1984, staraniem ks. Leopolda Mosaka. Styl współczesny.
Teren parafii obejmuje część Białej Podlaskiej.

## Proboszczowie parafii
- Ks. Walenty Jankowski - 1928-1938
- Ks. Piotr Denejko - 1938-1942
- Ks. Edmund Barbasiewicz - 1942-1944
- Ks. Andrzej Zawistowski - 1944-1973
- Ks. Leopold Mosak - 1973-1990
- Ks. Mieczysław Skrodziuk - 1990-2002
- Ks. Ryszard Kardas - 1 VIII 2002 - 30 VI 2015
- Ks. Andrzej Biernat - 1 VII 2015